# Fernando Venâncio
Fernando Venâncio (Mértola, 13 november 1944 – aldaar, 30 mei 2025) was een van oorsprong Portugese schrijver, intellectueel, literair criticus en academicus, met de Nederlandse nationaliteit.
Venâncio werd geboren op 13 november 1944 in Mértola, Portugal. Hij bracht zijn jeugd door in Lissabon. Zijn middelbare school heeft hij afgerond in de stad Braga. Hij studeerde filosofie in Vila Nova de Ourém en theologie in Lissabon. In 1970 verhuisde hij naar Nederland, waar hij uiteindelijk zijn studie in taalkunde in 1976 afrondde aan de Universiteit van Amsterdam. Twee jaar later begon hij te doceren aan de afdeling Portugese studies aan de Universiteit van Nijmegen. Van 1984 tot 1988 doceerde hij aan de Universiteit van Utrecht en keerde uiteindelijk terug naar de Universiteit van Amsterdam om Portugees en cultuur te onderwijzen. In 1995 voltooide Venâncio zijn proefschrift over de taal in Portugal ten tijde van Castilho. Hij was auteur en regelmatige medewerker van gerenommeerde tijdschriften zoals Jornal de Letras, Ler en Colóquio/Letras, en werkte als literair criticus. Hij werkte ook samen met de krant Expresso en het tijdschrift Visão. Tot maart 2008 was hij een regelmatige medewerker van het collectieve blog Aspirina B.
Venâncio was een tegenstander van de Spellingsovereenkomst van 1990 en zeer controversieel over de integratie-ideeën met betrekking tot de relatie tussen het Galicisch en het Portugees, hoewel hij er wel sympathie voor had.
Sinds 2017 was hij corresponderend lid van de Letterenklasse van de Academie van Wetenschappen van Lissabon (2e Sectie – Filologie en Taalkunde) (Classe de Letras da Academia das Ciências de Lisboa (2.ª Secção - Filologia e Linguística).
Venâncio overleed in zijn geboorteplaats Mértola, Portugal op 30 mei 2025.

## Publicaties
- Portugese taalcursus, 1988
- Como Vai?, boek en zesdelige Teleac-cursus Portugees voor beginners, 1989
- Boa sorte 1 en 2, Leerboeken, 1989
- Uitgesproken Portugees (+ cassettes), 1989
- Uma migalha na Saia do Universo (Een kruimeltje aan de rand van het heelal), 1997
- Estilo e Preconceito. A Língua Literária em Portugal na Época de Castilho (Stijl en vooroordelen. De literaire taal in Portugal in het Castilho-tijdperk), 1998 (Proefschrift, gepubliceerd door Edições Cosmos.)
- Um Almoço de Negócios em Sintra, 1999 (vertaling van het boek Een zakenlunch in Sintra van Gerrit Komrij)
- Os Esquemas de Fradique, 1999
- José Saramago: A Luz e o Sombreado (Licht en Schaduw), 2000
- El-Rei no Porto, 2001
- Maquinações e Bons Sentimentos (Machines en goede gevoelens), 2002
- Ensaios Literários (Literaire essays), 2002
- Quem Inventou Marrocos: Diários de Viagem (Wie heeft Marokko uitgevonden: reisdagboeken), 2004
- Portugees direct voor beginners, 2004
- Último Minuete em Lisboa (Het laatste Minuet in Lissabon, 2008
- Beijo Técnico e Outras Histórias (Technische kus en andere verhalen), 2015
- Assim Nasceu uma Língua (Zo werd een taal geboren), 2019.[4]
- O Português à Descoberta do Brasileiro (Portugezen ontdekken Brazilianen), 2022